# N-weg
Een N-weg is een genummerde hoofdweg die niet de kenmerken van een autosnelweg heeft. Een N-weg wordt geïdentificeerd door een uniek nummer dat begint met de hoofdletter N, afgeleid van "nationaal" of "niet-autosnelweg" (in Nederland).

## België
N-wegen in België kunnen over hun traject door verschillende overheden beheerd worden en zijn dus gewestwegen (beheerd door de gewesten), provinciewegen (beheerd door de provincies, al worden deze bevoegdheden overgedragen) of gemeentelijke wegen (beheerd door de gemeenten). Dit zijn belangrijke verbindingswegen op landelijk en regionaal niveau, die geen autosnelweg zijn. Lokaal dragen veel van deze wegen een normale straatnaam, zoals Rijksweg, Grote Weg, of steenweg. Deze naamgeving kan variëren naargelang gemeente. In België werd de N-nummering doorgevoerd halverwege de jaren 80. Toen waren deze wegen nog 'nationale wegen', vandaar de kenletter N.

## Nederland
In Nederland wordt een autosnelweg aangeduid met de letter A. Een genummerde niet-autosnelweg wordt aangeduid met de letter N. N- en A-wegen kunnen zowel rijksweg als provinciale weg zijn, hoewel het grootste deel van de A-wegen rijksweg is.

## Frankrijk
In Frankrijk worden de routes nationales (nationale wegen) als N-weg aangeduid.